# Wz. 1974鈀式附加型榴彈發射器

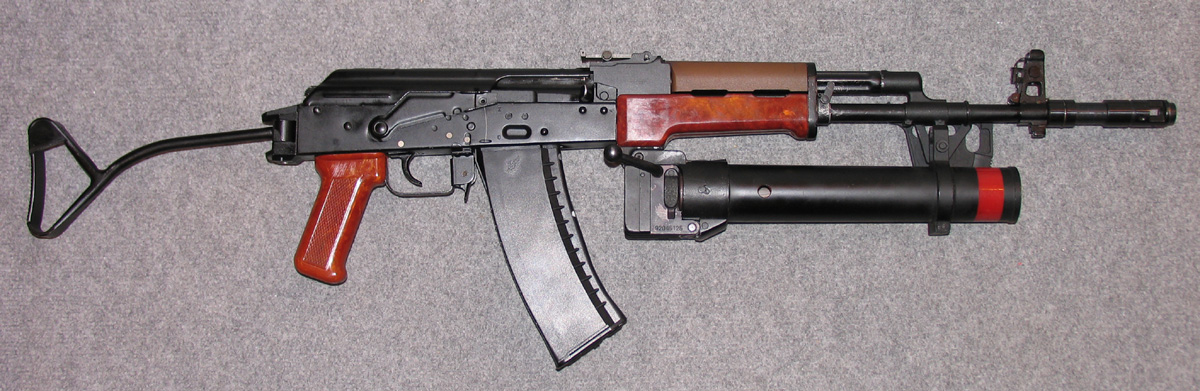
安裝在Kbk wz. 1988「鉭」式步槍以上的Wz. 1974「鈀」式附加型榴彈發射器。

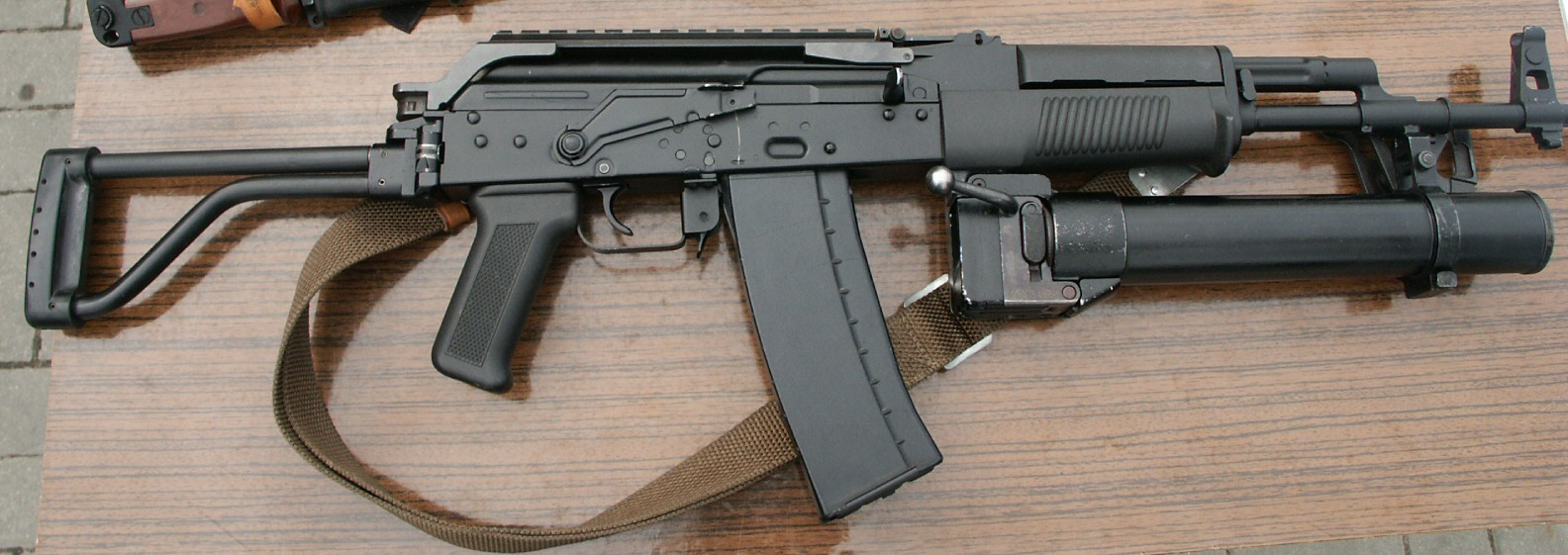
安裝在Kbk wz. 1996「鈹」式步槍以上的Wz. 1974「鈀」式附加型榴彈發射器。

Wz. 1974 Pallad（波蘭語：Pallad，意為：钯）是一款由波兰位於塔爾努夫的武器製造商塔爾努夫機械廠為配合其本土生產的AKM（又稱：PMKM、kbk AKM）以後的Wz. 1988「鉭」式、Wz. 1996「鈹」式突击步枪而研製和生產的單發下掛式榴弹发射器，用意在於取代Kbkg wz. 1960槍榴彈發射步槍，發射40×47毫米口徑榴彈。它除了有下掛於步槍的下護木的型號，也具有通過增加槍托配件轉化而成的獨立式肩射型榴彈發射器的型號。

## 歷史
1960年代後期，華沙精密力學研究所約瑟夫·波魯達奇博士發明了螺紋槍管的榴彈發射器的概念。1968年，正式的新武器工作開始，代號為“Pallad”。這使得步兵班中有一名額外的榴彈手，旨在打擊敵方有生力量、火力中心和手無寸鐵的載具。
在初步設計階段，考慮了多種榴彈發射器的版本，不同之處在於開膛的方式。最後，選擇了固定式槍管與鉸鏈閉鎖式系統。與此同時，彈藥研發的工作正與榴彈發射器一起進行。其研發吸取了由約瑟夫·波魯達奇所提供的概念。1970年2月，他倆製作出第一具原型槍。隨後，原定為1970年的榴彈發射器被送到選定的部隊進行運用測試。在部隊測試後，研發團隊對榴彈發射器進行重新設計。最終在1970年代，該武器獲得採用，並且命名為7,62 mm karabinek-granatnik wzór 1974（1974年型號7.62毫米卡賓槍的榴彈發射器）。
波兰採用它讓其本土生產的AK-47（又稱：kbk AK/pmK）的步槍手具有發射榴彈能力，以取代戰術思維過時的Kbkg wz. 1960槍榴彈發射步槍，其後亦被用於kbk AKM、Kbk wz. 1988「鉭」式以至Kbs wz. 1996「鈹」式。
扳機位於後膛機構後端左上部的按鈕，藉由左手押動發射榴彈。開膛方式是以按壓後膛機構前端右側的大槓桿以後，使後膛機構與下鉸鏈向下轉動分離以打開槍管，同時拋出空彈殼或是未使用的彈藥。
1983年，波蘭以「鈀」式為基礎，研發了設想為其單獨使用的衍生型Wz. 1983「鈀」式-D（Granatnik wz. 1983「鈀」式-D）。「鈀」式-D型具有AK型手槍握把，AKMS的金屬製向下摺疊式槍托以及依附著槍托底板的特殊橡膠製緩衝墊。

## 設計
「鈀」式榴彈發射器是一款適合安裝在步槍上（Wz. 1974）或單獨使用（Wz. 1983）的單發武器。其中Wz. 1974以兩點式下掛於步槍以上，分別是發射器前方的支架和後方的螺栓，將榴彈發射器連接到步槍導氣箍與專屬的步槍下護木以下（Wz. 1996「鈹」式可直接下掛）。
「鈀」式武器的基本要素是：
- 由硬化的鋁合金製成的螺紋槍管，並永久地擰入膛室之中。
- 閉鎖及開膛，藉由上下轉動，使槍機鎖定在閉鎖位置或槍機處於開膛位置。

「鈀」式採用了高低壓系統發射原理。發射器亦配備了防止走火等意外發射的保險機構。
瞄具直接緊扣在槍管以上，其主要元件是調節盤，以及裝在以上的照門及準星。調節盤上有兩個較高的刻度：一個用於對應直射的彈道（點目標時），另一個用於對應曲射的彈道（面目標時）。

## 彈藥
Wz. 1974「鈀」式使用的40×47毫米榴彈與40×46毫米北約口徑低速榴彈一樣，採用高低壓系統發射原理。但40×47毫米榴彈與40×46毫米北約口徑榴彈、40毫米無彈殼榴彈三者之間並無相互兼容性；另外在羅馬尼亞生產的AG-40附加型榴彈發射器也採用這個40×47毫米的榴彈標準。以下有三種彈頭：
| 彈名   | 彈種                     | 重量  | 全長      | 射程  | 參考              |
| ------ | ------------------------ | ----- | --------- | ----- | ----------------- |
| NGO-74 | 對人榴彈                 | 255克 | 102.7毫米 | 400米 | 對人殺傷半徑：5米 |
| NGB-74 | 照明彈                   | 255克 | 102.7毫米 | 400米 |                   |
| NGC-74 | 彈道訓練彈（填充惰性物） | 255克 | 102.7毫米 | 400米 |                   |

## 衍生型
- 7,62mm karabinek-granatnik wz. 1974：1974年型號7.62毫米卡賓槍的榴彈發射器，由「鈀」式榴彈發射器與kbk AKM所組成。
- 5,45mm karabinek-granatnik wz. 1974：1974年型號5.45毫米卡賓槍的榴彈發射器，由「鈀」式榴彈發射器與Kbk wz. 1988「鉭」式所組成。
- 5,56mm karabinek-granatnik wz. 1974：1974年型號5.56毫米卡賓槍的榴彈發射器，由「鈀」式榴彈發射器與Kbs wz. 1996「鈹」式所組成。
- Wz. 1983「鈀」式-D（Wz. 1983 Pallad-D）：Wz. 1983「鈀」式-D是Wz. 1974的獨立化肩射型版本，具有折疊式槍托和AK型手槍握把。
- Wz. 2001「鈀」式（Wz. 2001 Pallad，又稱：GP-40）：Wz. 2001「鈀」式是Wz. 1974「鈀」式的40×46毫米北約口徑低速榴彈版本。
- Wz. 2001「鈀」式-D（Wz. 2001 Pallad-D，又稱：GS-40）：Wz. 2001「鈀」式-D是Wz. 1983「鈀」式-D的40×46毫米北約口徑低速榴彈版本。

## 使用國
- 立陶宛：10具（5,56mm karabinek-granatnik wz. 1974，意為：1974年型號5.56毫米卡賓槍的榴彈發射器）來自波蘭，並直到2003年以前被立陶宛所使用。
- 波蘭：7,62mm karabinek-granatnik wz. 1974（1974年型號7.62毫米卡賓槍的榴彈發射器，少量使用）、5,45mm karabinek-granatnik wz. 1974（1974年型號5.45毫米卡賓槍的榴彈發射器，逐步淘汰）、5,56mm karabinek-granatnik wz. 1974 （1974年型號5.56毫米卡賓槍的榴彈發射器）和Wz. 1983「鈀式」-D（Wz. 1983 Pallad-D）被波蘭陸軍所採用。

## 流行文化

### 电影
- 1997年—《第五元素》：經大幅修改，命名為「ZF-140」。
- 2008年—：經修改為線纜發射器，由小丑的手下們所使用。

## 資料來源
1. ↑  Google翻譯

## 外部連結
- （英文）—Modern Firearms—Pallad （页面存档备份，存于）
- （简体中文）—D boy Gun World（槍炮世界）—wz. 1974 Pallad榴弹发射器 （页面存档备份，存于）